# Leeteuk
Park Jung-su (hangul: 박정수) (Seul, 1 de julho de 1983), mais conhecido pelo nome artístico Leeteuk (hangul: 이특), é um cantor, compositor, MC e ator sul-coreano. Ele é integrante e líder da boy group sul-coreana Super Junior, e dos subgrupos Super Junior-T e Super Junior-Happy. No dia 30 de outubro de 2012, Leeteuk alistou-se para o serviço militar obrigatório em um campo de treinamento na província de Gyeonggi. Retornou do exército sul-coreano após 21 meses de serviço ativo, participando ativamente das atividades do Super Junior desde então.

## Biografia

### Pré-debut
Quando Leeteuk e sua irmã mais velha, Park In-young, viajaram para Myeongdong no início de 2000, um "caça-talentos" recomendou que ele fizesse testes para a audição anual da SM Entertainment, a Starlight Casting System. Depois de diversos testes e apresentações, ele assinou um contrato com a gravadora e tornou-se um trainee.
No mesmo ano, ele apareceu como figurante no drama All About Eve da MBC. Em 2002 tornou-se modelo da Pepsi por um curto período.
Em 2003, ele foi colocado junto com seu futuro colega de grupo Donghae em uma boy band de cinco membros chamada Smile. O grupo seria destinado a se tornar rival do TVXQ, porém o projeto foi abandonado, e ambos foram colocados com mais 10 garotos na primeira geração de membros do Super Junior, que inicialmente, seria um grupo rotativo. Por ser o mais velho entre os outros integrantes, ele se tornou o líder.
Leeteuk escolheu um nome artístico por que queria um nome que causasse impacto como o de Kangta, e também para não ser confundido com a atriz Park Jeong-su. Seu nome artístico significa "especial". Ele também ficou conhecido como "líder especial" e "anjo" ou "anjo sem asas", pois ele mesmo disse em um programa de variedades que ele nasceu em um dia chuvoso, e ele acredita que o céu chorava por que um anjo tinha caido sob a Terra.

### 2005-2006: Estréia com Super Junior
Leeteuk estreou oficialmente como parte do grupo projeto de 12 membros Super Junior 05, dia 6 de novembro de 2005, no programa Inkigayo da SBS, ao performar seu primeiro single "TWINS (Knock Out)". O álbum de estreia do grupo, SuperJunior05 (TWINS), foi lançado um mês depois, no dia 5 de dezembro de 2005, e alcançou a terceira posição na parada musical mensal de dezembro.
Em março de 2006, a SM Entertainment começou a recrutar novos integrantes para a geração seguinte do Super Junior. Porém a decisão foi recebida com objeção dos fãs e a empresa acabou mantendo os membros originais. Com a adição do décimo terceiro membro, Kyuhyun, o grupo abandonou o sufixo "05", tornando-se conhecido apenas como Super Junior. O novo grupo lançou seu primeiro single, "U", em 7 de junho de 2006, sendo seu maior sucesso, até o lançamento de Sorry, Sorry em 2009.

### 2007-2008: Subgrupos eDJ
Em fevereiro de 2007, Leeteuk foi colocado no subgrupo Super Junior-T. Um ano depois, ele se tornou membro do Super Junior-Happy.
Juntamente com Eunhyuk, Leeteuk foi DJ do programa de rádio da KBS Super Junior Kiss the Radio (também conhecido como SUKIRA) desde 2006, exceto no período de março a junho de 2011, quando Yesung substituiu Eunhyuk, que estava ausente durante a promoção do EP Perfection do Super Junior-M.

### 2009-2011: Programas de variedades eMC
Em 2009, Leeteuk, juntamente com Shindong e Eunhyuk, apareceram frequentemente do programa Strong Heart da SBS, onde eles apresentavam segmento especial, Boom Academy, juntamente com o apresentador Boom. Em outubro de 2009, quando Boom alistou-se para o serviço militar obrigatório, Leeteuk assumiu o nome do segmento, que foi alterado para Teuk Academy. Ele também apareceu frequentemente no programa Star King, também da SBS, juntamente com os outros membros do Super Junior.
Em 2010, ele se tornou MC do programa  Enjoy Today, da MBC, substituindo Seungri do Big Bang, que deixou o programa para focar no novo álbum do grupo. Leeteuk também foi MC para o programa Love Chase ao lado de Yesung.
Em 2011, após Kang Ho Dong se aposentar, Leeteuk e Boom assumiram como MCs do Star King. Entre setembro e novembro do mesmo ano, ele participou do programa Hello Baby, junto com o girl group Sistar. Leeteuk também participou do reality show We Got Married com a atriz Kang Sora.
A partir da transmissão de 10 de abril de 2012, após a mudanças de MCs e a saída de Shindong do Strong Heart, Leeteuk e Eunhyuk se tornaram dois dos seis convidados fixos do programa.

### 2012-2014: Retorno com Super Junior e serviço militar
Em junho de 2012, Leeteuk e seus companheiros de grupo se reuniram para o lançamento de seu sexto álbum de estúdio, Sexy, Free & Single, lançado dia 4 de julho. No dia 23 de junho, a foto promocional de Leeteuk foi revelada. Na foto, Leeteuk estava caracterizado com colares de ouro e maquiagem pesada. Dois dias depois, ele postou no Twitter uma outra versão de sua foto promocional com a mesma roupa e maquiagem, mas em uma pose diferente. Para o relançamento do álbum, Leeteuk compôs a canção "Only U" e escreveu a letra junto com Donghae.
Em setembro de 2011, Leeteuk revelou seus planos de alistamento obrigatório no exército sul-coreano. No dia 30 de outubro de 2012, ele se alistou em um campo de treinamento em Uijeongbu na província de Gyeonggi. Onde se submeteu a cinco semanas de treinamento básico e mais 21 meses de serviço ativo. Inicialmente, ele não poderia participar do serviço ativo devido ao acidente de carro que sofreu em 2007 e uma hérnia de disco que se agravou, porém, após receber tratamento, ele se capacitou para alistar-se no serviço ativo.

### 2014-2017: Retorno do serviço militar e comeback com 'PLAY'
Em 20 de julho de 2014, Leeteuk então cumpria os dois anos de serviço militar obrigatório. No dia 29 de agosto de 2014, Leeteuk junto com Heechul, Kangin, Shindong, Sungmin, Eunhyuk, Donghae, Siwon, Ryeowook e Kyuhyun retornam com o 7º álbum, Mamacita e em 19 de setembro de 2014 iniciou a 3ª turnê mundial, Super Show 6.
Em 30 de Outubro de 2017 Lançaram o MV "One More Chance" (비처럼 가지마요) e Lançaram 3 teasers do MV "Black Suit" com seu 8º álbum "PLAY". No dia 15 de Dezembro, iniciou a 4ª turnê mundial, Super Show 7.

### 2018-atualmente
Em 17 Setembro de 2018, foram lançados os teasers em grupo e individuais do 1º mini álbum do Super Junior 'One More Time'.

## Vida pessoal

### Acidente de carro de abril de 2007
Em 19 de abril de 2007, aproximadamente dois meses depois do Super Junior-T lançar seu primeiro single "Rokkugo!!!", Leeteuk ficou gravemente ferido em um acidente de carro, junto com Shindong, Eunhyuk, Kyuhyun e mais dois managers, quando voltava de uma gravação do programa de rádio Super Junior Kiss the Radio. Enquanto eles estavam na estrada, o pneu dianteiro esquerdo da van estorou quando o motorista estava mudando de faixa, então a van correu para o guard rail, derrapando por 30 metros do lado do motorista. Em algum momento, o impacto fez com que a van virasse para o lado direito.
Enquanto Shindong e Eunhyuk sofreram apenas ferimentos leves, Leeteuk e Kyuhyun foram hospitalizados com lesões mais graves. Leeteuk tinha cacos de vidro em suas costas e acima de seus olhos, exigindo mais de 170 pontos. Leeteuk foi liberado do hospital no dia 30 de abril de 2007.
Devido ao acidente, Leeteuk não participou na estréia do Super Junior no cinema, com a produção Attack on the Pin-Up Boys de 2007. No entanto, ele fez uma pequena aparição no final do filme como o panda mascote, que na maior parte do filme foi interpretado por Ryeowook.

### Morte de pai e avós
Em 7 de janeiro de 2014,  foram relatadas as mortes do pai de LeeTeuk, Park Yong In, e seus avós. LeeTeuk recebeu uma dispensa emergencial de 5 dias do exército para comparecer ao funeral, retornando ao serviço no dia 11 de janeiro. A gravadora SM Entertainment posteriormente confirmou que a data de dispensa oficial de LeeTeuk do exército permanecia inalterada, já tendo sido definida para o dia 29 de julho de 2014.

## Discografia

### Participações em trilhas sonoras
| Data                 | Canção  | Título                     |
| -------------------- | ------- | -------------------------- |
| 3 de janeiro de 2012 | "Bravo" | History of a Salaryman OST |

## Letras e composições
| Canção                | Artista      |
| --------------------- | ------------ |
| "I am"                | Super Junior |
| "진심 (All My Heart)" | Super Junior |
| "Andante (안단테)"    | Super Junior |
| "Only U”              | Super Junior |

## Filmografia

### Filmes
| Ano  | Título                       | Papel                             |
| ---- | ---------------------------- | --------------------------------- |
| 2007 | Attack on the Pin-Up Boys    | Mascote panda (não creditado)     |
| 2010 | Super Show 3 3D              | Ele mesmo                         |
| 2012 | Exo Showcase                 | MC                                |
| 2012 | I AM.                        | Ele mesmo                         |
| 2013 | Super Show 4 3D              | Ele mesmo                         |
| 2015 | SM Town The Stage            | Ele mesmo                         |
| 2015 | Hologram Musical 'School OZ' | Ele mesmo (participação especial) |

### Dramas de televisão
| Ano  | Título                          | Rede |
| ---- | ------------------------------- | ---- |
| 2000 | All About Eve                   | MBC  |
| 2006 | Rainbow Romance                 | MBC  |
| 2006 | Super Junior Mini-Drama         | Mnet |
| 2008 | Super Junior Unbelievable Story | MBC  |
| 2011 | Dream High                      | KBS  |
| 2011 | The Women of Our Home           | KBS  |
| 2012 | Salamander Guru and The Shadows | SBS  |

### Programas de variedade
| Ano       | Título                                   | Rede           |
| --------- | ---------------------------------------- | -------------- |
| 2005–08   | M! Countdown                             | Mnet           |
| 2005–06   | Super Junior Show                        | Mnet           |
| 2007–08   | Exploradores do Corpo Humano             | KBS            |
| 2008      | Unbelievable Outing (Terceira temporada) | ComedyTV       |
| 2008      | Idol Show                                | MBC            |
| 2009–10   | Challenge Golden Ladder                  | KBS            |
| 2009      | Challenge! Good Song                     | KBS            |
| 2009–10   | Oh! Brothers                             | SBS            |
| 2009–2012 | Strong Heart                             | KBS            |
| 2010–11   | Enjoy Today                              | KBS            |
| 2010–11   | Super Junior's Foresight                 | KBS            |
| 2011–2012 | Star King                                | SBS            |
| 2014      | Running Man                              | SBS            |
| 2015-2016 | Star King                                | SBS            |
| 2015      | I Can See Your Voice                     | Mnet           |
| 2015      | Match Made in Heaven                     | MBC            |
| 2015      | White Swan                               | JTBC           |
| 2015      | The Mickey Mouse Club                    | Disney Channel |
| 2015      | Running Man                              | SBS            |
| 2015      | I Can See Your Voice 2                   | Mnet           |
| 2016      | Hidden Camera Shot Battle                | MBC            |
| 2016      | Weekly Idol                              | MBC Every1     |
| 2016      | Law of The Jungle                        | SBS            |
| 2016      | We Got Married (ep. 338)                 | MBC            |
| 2016      | Star Show 360                            | MBC Every1     |
| 2016      | I Can See Your Voice 3                   | Mnet           |
| 2016      | Idol Party                               | TV Choosun     |
| 2016      | Please Take Care of my Dressing Table 2  | Fashion N      |
| 2017      | The Best Cooking Secrets                 | EBS            |
| 2017      | I Can See Your Voice 4                   | Mnet           |
| 2018      | The Best Cooking Secrets                 | EBS            |
| 2018      | Super TV                                 | XtvN & tvN     |
| 2018      | Super TV Season 2                        | XtvN           |

### Reality shows
| Ano       | Título                        | Rede   |
| --------- | ----------------------------- | ------ |
| 2006      | Mystery 6                     | Mnet   |
| 2006      | Princess Diary                | Mnet   |
| 2006      | Super Junior Full House       | SBS    |
| 2006      | Super Adonis Camp             | Mnet   |
| 2007–08   | Leeteuk's Love Fighter        |        |
| 2008      | Bachelor While on a Date      | Mnet   |
| 2008      | Introducing Star's Friend     | MBC    |
| 2009      | Miracle                       | KBS    |
| 2009      | Lord of the Rings             | MBC    |
| 2010      | Love Chaser                   | MBC    |
| 2011      | Hello Baby (com Sistar)       | KBS    |
| 2011–2012 | We Got Married (3ª temporada) | MBC    |
| 2015      | Super Junior One Fine Day     | MBC    |
| 2016      | The Friends - In Switzerland  | K-Star |

### Programas de rádio
| Período         | Nome                                 |
| --------------- | ------------------------------------ |
| 2006-2011; 2016 | Super Junior Kiss the Radio (SUKIRA) |

## Prêmios e indicações
| Ano  | Prêmio                                   | Categoria                                      | Trabalho nomeado | Resultado |
| ---- | ---------------------------------------- | ---------------------------------------------- | ---------------- | --------- |
| 2009 | SBS Entertainment Awards                 | Prêmio de Melhor Estreante (Variedades)        | Ele mesmo        | Venceu    |
| 2011 | SBS Entertainment Awards                 | Prêmio de Excelência (Talk Show)               | Strong Heart     | Venceu    |
| 2012 | Mnet 20's Choice Awards                  | 20′s Estrela de Variedades                     | Ele mesmo        | Indicado  |
| 2012 | MBC Entertainment Awards                 | Prêmio de Popularidade                         | Ele mesmo        | Venceu    |
| 2012 | SBS Entertainment Awards                 | Prêmio de Melhor Artista (Categoria Talk Show) | Ele mesmo        | Venceu    |
| 2013 | 7th Daegu International Musical Festival | Prêmio de Recém-Chegado                        | Ele mesmo        | Venceu    |